# 10566 Zabadak
10566 Zabadak este un asteroid din centura principală de asteroizi.

## Descriere
10566 Zabadak este un asteroid din centura principală de asteroizi. A fost descoperit pe 14 ianuarie 1994 la Yatsugatake de Yoshio Kushida și Osamu Muramatsu. Asteroidul prezintă o orbită caracterizată de o semiaxă mare de 2,69 ua, o excentricitate de 0,21 și o înclinație de 11,0° în raport cu ecliptica.